# Погонув (Люблінське воєводство)
Погонув (пол. Pogonów) — село в Польщі, у гміні Баранів Пулавського повіту Люблінського воєводства.
Населення — 232 особи (2011).
У 1975-1998 роках село належало до Люблінського воєводства.

## Демографія
Демографічна структура станом на 31 березня 2011 року:
|          | Загалом | Допрацездатний вік | Працездатний вік | Постпрацездатний вік |
| -------- | ------- | ------------------ | ---------------- | -------------------- |
| Чоловіки | 107     | 17                 | 67               | 23                   |
| Жінки    | 125     | 20                 | 68               | 37                   |
| Разом    | 232     | 37                 | 135              | 60                   |